# Ronald Wayne
Ronald Wayne, celým jménem Ronald Gerald Wayne (17. května 1934), je jeden ze zakladatelů (společně s Stevem Jobsem a Stevem Wozniakem) společnosti Apple. Staral se o administrativu. Brzy se ale vzdal svého podílu v Applu.

## Kariéra

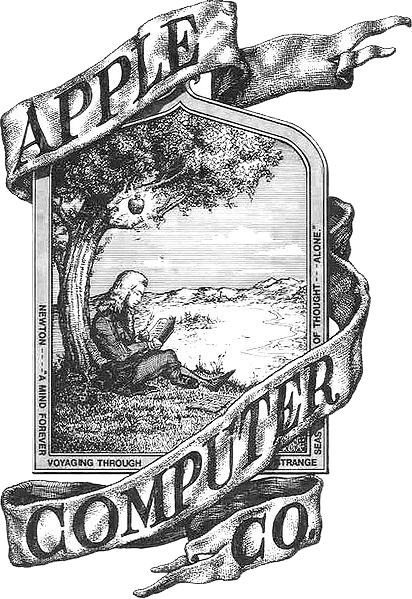
Logo Applu, které Wayne navrhl

### Apple
S Jobsem a Wozniakem se seznámil už v Atari. Sestavil spoluzakladatelskou smlouvu. V již vytvořeném Applu měl na starosti administrativu. Navrhl první logo společnosti. Po dvanácti dnech si nechal vyplatit za svůj 10% podíl částku 800 dolarů, protože nesouhlasil s finančními plány a měl obavu, že by jako společník Apple musel platit její dluhy.

### Po Applu
Po dobrovolném odchodu pracoval opět v Atari do roku 1986.[zdroj?] Pak přešel do laboratoří a poté začal pracovat v elektrotechnické firmě. Dnes je v důchodu.

## Spisovatel
Ve svém volném čase také napsal několik knih.